# 東教堂 (米德爾堡)

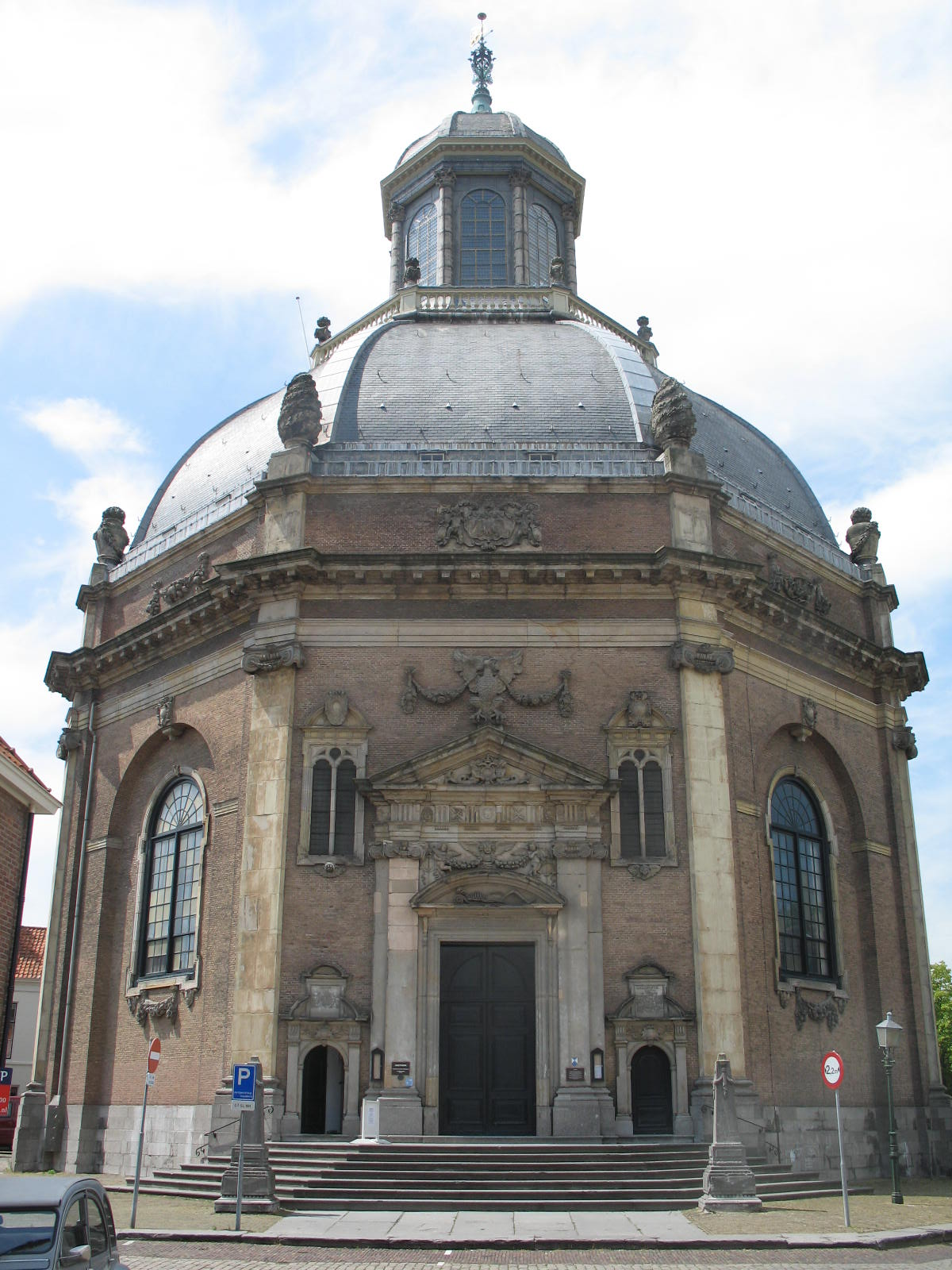
東教堂

東教堂（Oostkerk）是荷蘭城市米德爾堡的一座新教教堂。教堂的圓頂極為顯眼，是米德爾堡的地標。東教堂的設計者是Bartholomeus Drijfhout，修建於1648年至1667年。教堂內還有兩個製作於1664年的玻璃窗。